# Роберт де Тюрланд
Святой Роберт де Тюрланд  (фр. Robert de Turlande, около 1000, Поланк — 17 апреля 1067, Ла-Шез-Дьё) — французский католический священник, монах-бенедиктинец. Основал бенедиктинское аббатство Ла-Шез-Дьё, посвятил себя помощи бедным.
Духовный вдохновитель папы Климента VI, он был канонизирован в 1351 году в Авиньоне.

## Биография
Младший ребёнок дворян Жеро де Тюрланда и Рейнгарды, сестры епископа Ренкона. Родственник святого Геральда Аврилакского. По стечению обстоятельств мать родила его в лесу недалеко от фамильного замка; местные жители восприняли это как знак того, что ребёнок станет отшельником.
Получил образование в церкви Сен-Жюльен в Бриуде, где позже стал каноником после того, как был рукоположён в священники в 1026 году. Основал в городе приют для бедняков. Позже стал монахом в Клюни, когда аббатом там был Одилон Клюнийский.
Он отправился в Рим, а затем в Монтекассино в Папской области, чтобы узнать об «Уставе святого Бенедикта». В конце декабря 1043 года Роберт с двумя рыцарями прибыли в пустынную область с разрушенной часовней — в будущем здесь вырастет бенедиктинский монастырь.

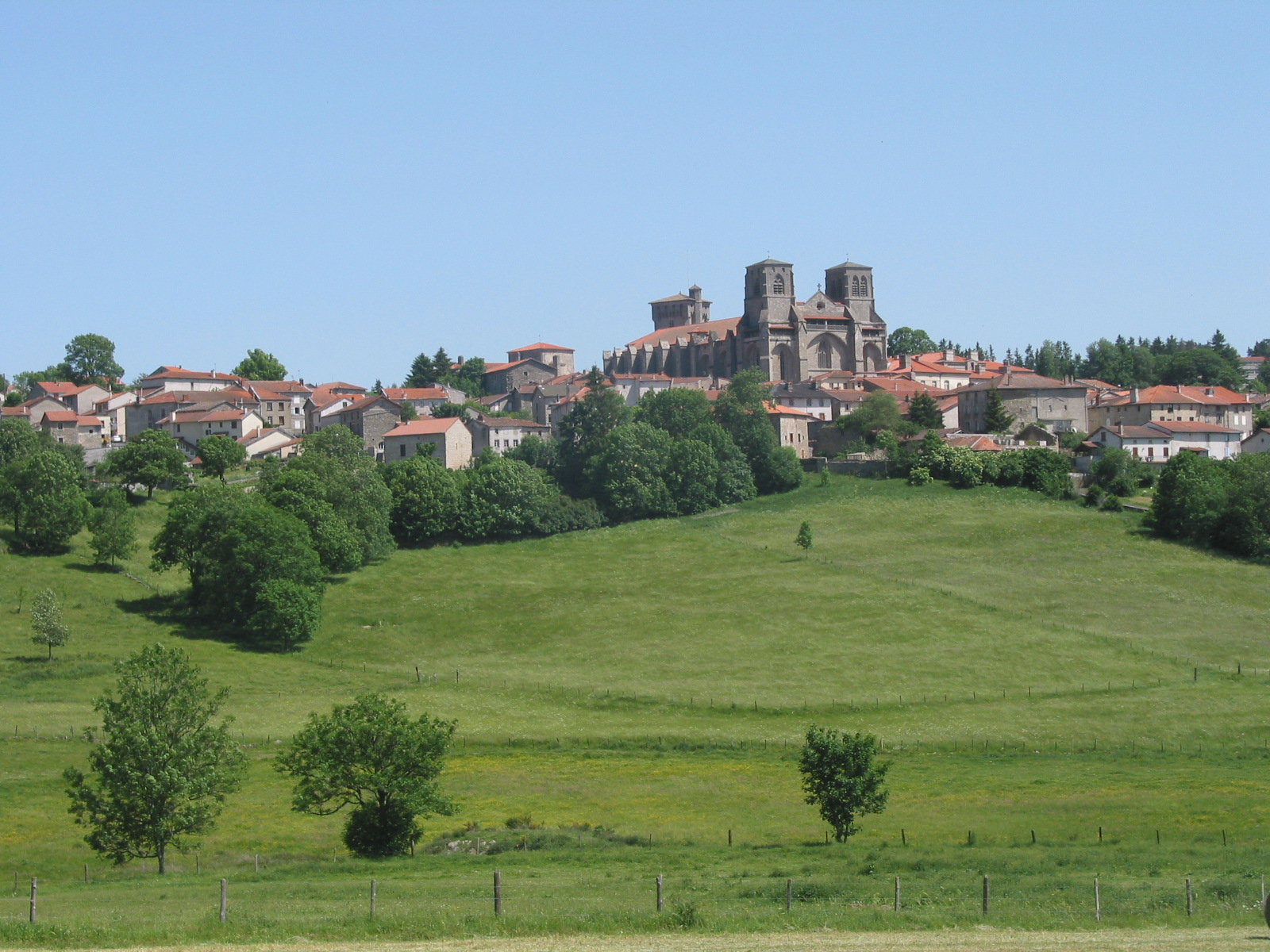
Аббатство Ла-Шез-Дьё во Франции.

В 1046 году он и двое его товарищей получили разрешение папы Григория VI основать уединённую обитель и начать работать на благо обездоленных. К 1049 году Роберт собрал множество последователей; пожертвований было столько, что он решил пустить средства на возведение нового бенедиктинского монастыря. Монастырь, завершённый в 1050 году, получил одобрение епископа Клермонского и поддержку короля Генриха I.
Умер 17 апреля 1067 года; на момент его смерти в монастыре было 300 монахов. Проститься с ним пришло огромное количество верующих. Он был похоронен в собственном монастыре; через несколько сотен лет бо́льшая часть его мощей была сожжена гугенотами. Сообщалось о сотнях чудес, якобы совершённых благодаря его заступничеству — это и положило начало местному культу.

## Прославление
Из-за того, что местный культ отшельника значительно разросся, стали звучать призывы официально его канонизировать. 19 сентября 1351 года он был причислен к лику святых папой Климентом VI в Авиньоне, когда там находился папский престол.
Роберт был духовным вдохновителем для понтифика, который начал свою церковную карьеру монахом в аббатстве Ла-Шез-Дьё и желал упокоиться там после своей смерти, что и произошло в 1352 году.